# Julián Bucheli Ayerbe
Julián Bucheli Ayerbe (Pasto, 8 de diciembre de 1865 - ibidem 14 de abril de 1935) fue un humanista, periodista y político colombiano. Miembro del Partido Conservador Colombiano.
Reconocido por ser el gestor principal y primer gobernador del departamento de Nariño desde su creación en 1904.

## Biografía
Nació en Pasto el 8 de diciembre de 1865, hijo de Medardo Bucheli Villota y Joaquina Ayerbe. Fueron hermanos suyos Medardo, Pedro Pablo, Enrique, María, Inés y José María. 
No dejó hijos, ni descendencia alguna en forma directa. Mientras que sus hermanos si son el origen de la mayoría de las líneas genealógicas de las que proceden muchas de las personas apellidadas Bucheli en Pasto en la actualidad (pero no de todas).

### Educación y Carrera Política
Bucheli hizo su escuela primaria en Quito (Ecuador), su secundaria en el Colegio San Felipe Neri de Pasto, y continuó sus estudios en el Académico y Seminario de esa misma ciudad. Dedicó su vida al Periodismo y a la Política, representando al Partido Conservador en diferentes frentes. 
Fue miembro de las Asambleas del antiguo departamento del Gran Cauca, luego Representante a la Cámara y Senador de la República de Colombia por ese departamento.
Fue el principal impulsor y creador del proyecto de formación del departamento de Nariño para el que contó con el vital apoyo de sus amigos: Adolfo Gómez, Daniel Zarama, Luciano Herrera, Tomás Hidalgo, José Rafael Sañudo, Gustavo S. Guerrero y Manuel María Rodríguez, entre otros.

Desde el Congreso de la República de Colombia luchó contra sus opositores políticos hasta lograr la aprobación de la Ley 1 de 1904, mediante la cual se creó el Departamento de Nariño; Samuel Jorge Delgado hizo sancionar la Ley por el entonces presidente José Manuel Marroquín a altas horas de la noche del 6 de agosto, en vísperas de asumir la primera magistratura Rafael Reyes, quien no quería estampar su firma en un acto legislativo que desmembrara el territorio Caucano al que él sentía un gran afecto y apego familiar. Fue a solicitud de Reyes que Marroquín su antecesor, firmó el acto legislativo a altas horas de la noche.

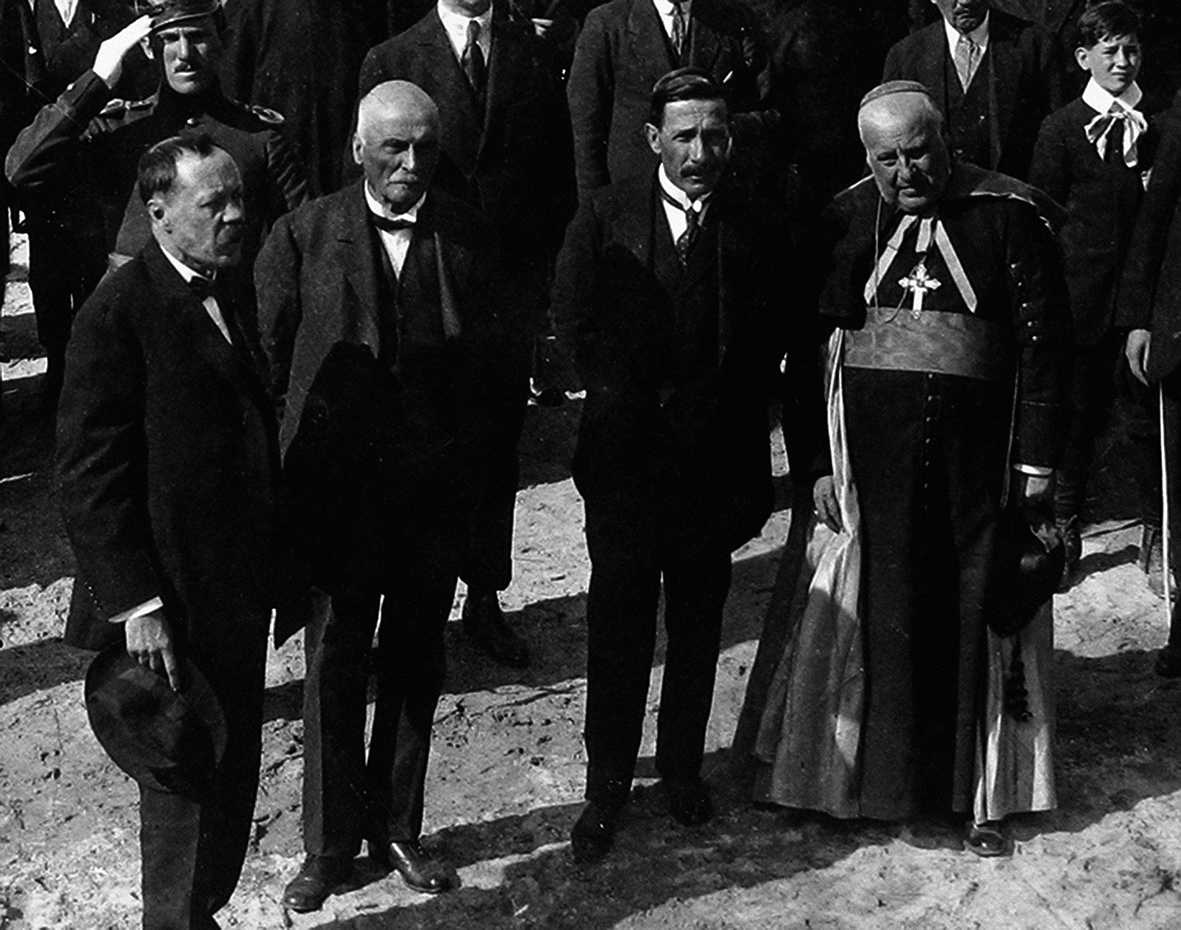
Visita del presidente Marco Fidel Suárez al departamento de Nariño. En los extremos de la fotografía aparecen, además, el gobernador Julián Bucheli y el obispo Antonio María Pueyo de Val. 1920. Autor: Anónimo. Archivo: Carlos Benavides Díaz.

## Gobernación de Nariño
Fue nombrado primer Gobernador del nuevo Departamento de Nariño, el 18 de octubre de 1904, a las 3 de la tarde, ante el presidente del Tribunal del Sur, José María Navarrete. 

### Universidad de Nariño
Durante su ejercicio se fundó la Universidad de Nariño por Decreto 49 del 7 de noviembre de 1904 emanado por la gobernación, empezó con las facultades de Derecho y Ciencias Políticas e Ingeniería. Iniciaron labores con 25 alumnos inscritos en la facultad de Derecho y 27 alumnos en Ingeniería. El mismo Julián se dio a la tarea de contactar y llevar a Pasto eminentes catedráticos Italianos y Españoles para conformar la nómina docente de la época.

### Carretera del Sur y Ferrocarril de Nariño
Durante su ejercicio se dio principio a la construcción de la carretera del Sur.

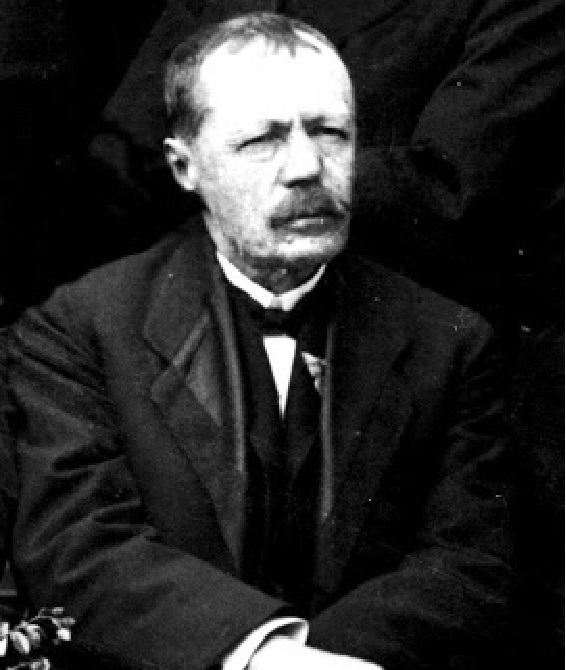
Pasto, diciembre de 1922. Julián Bucheli Ayerbe, en el ejercicio de su último periodo como Gobernador del Departamento de Nariño, Colombia.

Logró concretar los múltiples intentos fallidos por construir el Ferrocarril de Nariño que uniese el interior de las comarcas andinas del departamento de Nariño con el Océano Pacífico, la infraestructura buscaba mejorar el transporte de los productos agrícolas, ganaderos y mineros, en camino al puerto de Tumaco en el Pacífico. Impulsando de esta forma las exportaciones comerciales internacionales del sur de Colombia.
El contrato para el trazado del ferrocarril de Nariño se celebró en Panamá entre el gobernador Julián Bucheli y el ingeniero Daniel E. Wright, en julio de 1920.

### Puerto de Tumaco
Trabajaba con un grupo de ingenieros y arquitectos Norteamericanos e Italianos en los bosquejos de planos y diagramas, para que se construyese en el futuro próximo un puerto moderno y competitivo en Tumaco, a la altura de otros países de Latinoamérica como Perú y Chile. Al tiempo que en el desarrollo de una zona turística contigua, con complejos hoteleros de alto nivel, en las costas del Pacífico.
Fue nombrado ministro de obras públicas bajo el gobierno de Marco Fidel Suárez, pero no aceptó la oferta.

## Legado

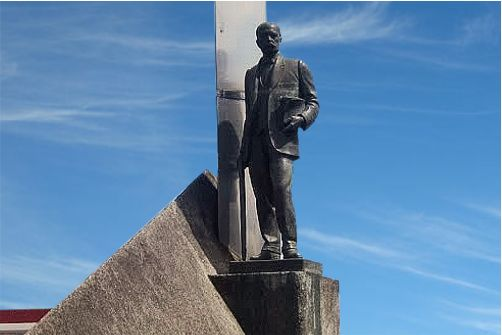
Creador y primer Gobernador del Departamento de Nariño.

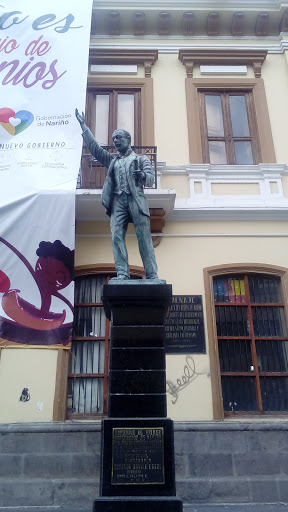
En la sede de la Gobernación del Departamento de Nariño, se erige una estatua de Julián Bucheli Ayerbe, su creador.

Participó en la Escuela Literaria de Pasto en 1886, y cofundó el Centro de Historia de Pasto y el Banco del Sur. Era activo periodísticamente e hizo propuestas modernizantes, entre ellas la creación del departamento de Nariño como un «modelo de región basado en una eficiente administración de los recursos públicos, construcción de diversas vías de comunicación, y un desarrollo sostenible», la creación de la Universidad de Nariño, la construcción del ferrocarril al Océano Pacífico, así como un impulso a exportaciones.

## Homenajes
En Pasto, se nombró a una de las principales avenidas y glorietas con su nombre Av. Julián Bucheli, lugar donde se erige un monumento en su honor. Puesto en la celebración del cincuentenario de la creación del décimo departamento de  Colombia, el 27 de diciembre de 1954. 
También fue nombrada una población en cercanías de Tumaco (Nariño), con su apellido Bucheli, que fue el lugar hasta donde logró que se construyese el ferrocarril al Pacífico, faltando tan solo 10 km para finalizarlo. Murió sin que se concretase tal proyecto de ingeniería.
Actualmente se encuentra una escultura en la sede de la Gobernación de Nariño, rememorando sus arrolladores y convincentes discursos ante el Congreso de la República de Colombia, en defensa de la creación del nuevo Departamento.
En el año 2014, el Consejo Superior de la Universidad de Nariño, creó la “Beca a la excelencia estudiantil Julián Bucheli Ayerbe”, como incentivo a los estudiantes de pregrado de la Universidad, que se destaquen por su alto rendimiento académico, en honor del más profundo sentido humanista que caracterizó a Bucheli.
Muchos estudiantes han sido beneficiarios de esta valiosa ayuda, contribuyendo a sus proyectos de vida que redunda en el desarrollo académico de la Universidad y del Departamento.